# Schachtürke

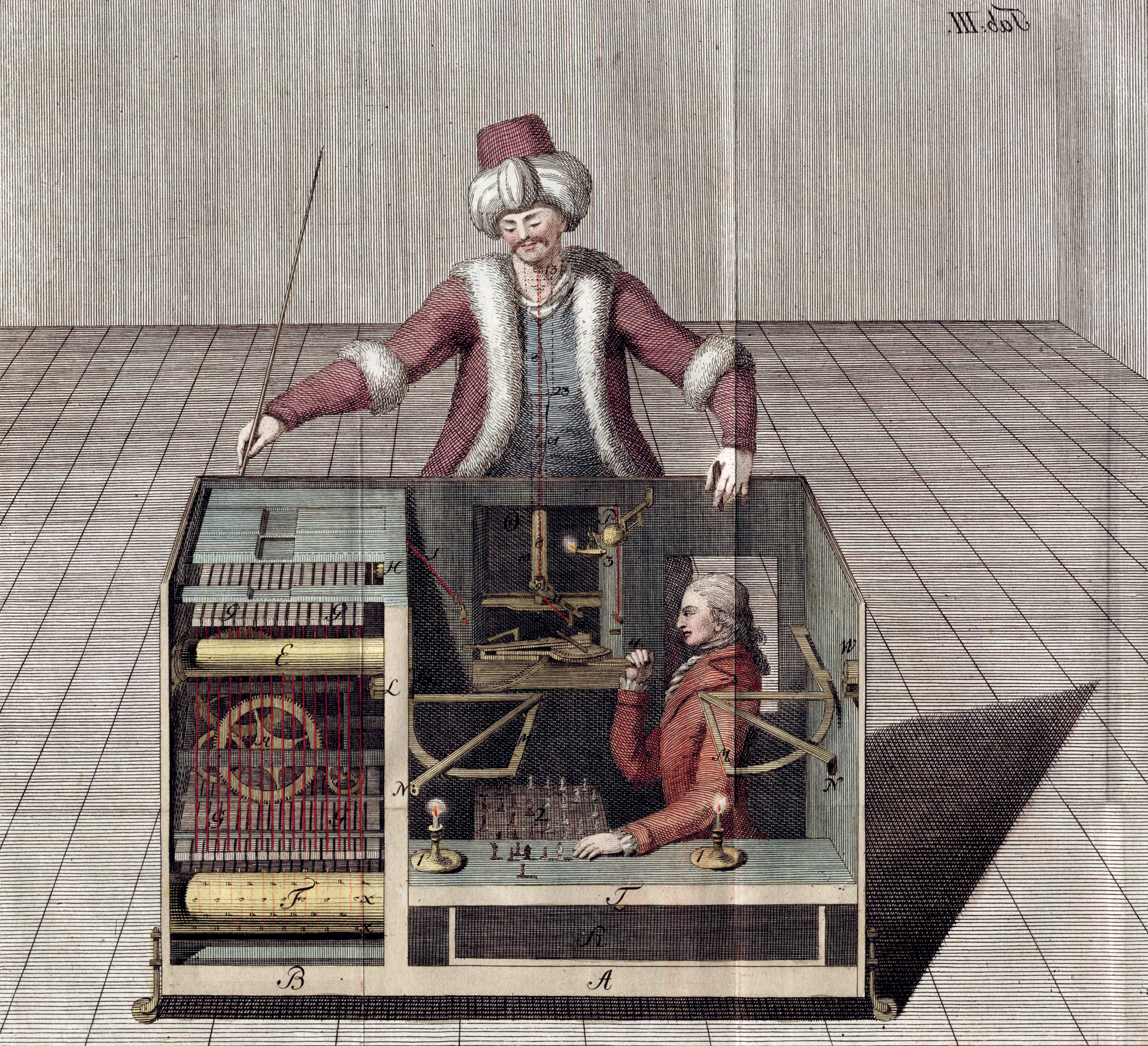
Kupferstich von Racknitz (1789), der zeigt, wie dieser sich das Innenleben des Schachtürken vorstellte. Racknitz irrte sich jedoch sowohl in Bezug auf die Position des Operators als auch hinsichtlich der Maße des Automaten.

Schachtürke oder kurz Türke ist die umgangssprachliche Bezeichnung für den zeitgenössisch oft auch Mechanischer Schachspieler genannten scheinbaren Schachroboter, der 1769 von dem österreichisch-ungarischen Hofbeamten und Mechaniker Wolfgang von Kempelen konstruiert und gebaut wurde. Er ließ bei den Zuschauern den Eindruck entstehen, das Gerät spiele selbständig Schach. Tatsächlich war darin aber ein menschlicher Schachspieler versteckt, der es bediente. Von Kempelens und später Johann Nepomuk Mälzels Vorführungen erzeugten in ihrer Zeit erhebliches öffentliches Interesse und Spekulationen. Kopien des Geräts wurden danach regelmäßig in Vorführungen und Ausstellungen gezeigt.

## Konstruktion

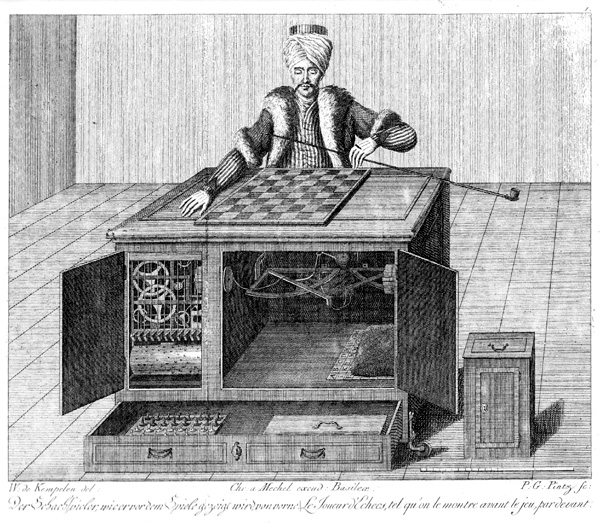
Kupferstich des Schachtürken, welcher die offenen Schranktüren und die Mechanik zeigt. Ein Lineal in der unteren rechten Ecke dient zur Maßstabangabe. Kempelen war ein geschickter Graveur und hat dieses Bild möglicherweise selbst erstellt.

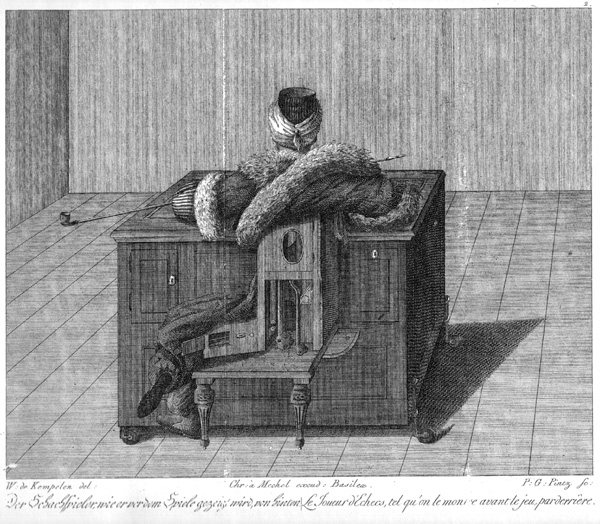
Ein Kupferstich des Schachtürken aus Karl Gottlieb von Windischs Buch von 1784.

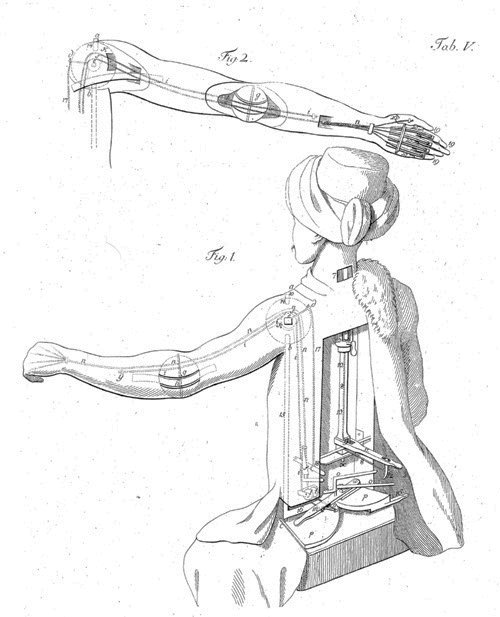
Eine Illustration der Funktionsweise des menschlichen Modells. Die verschiedenen Teile wurden von einem Operator im Inneren über Hebel und Mechanik gesteuert. Die Darstellung basiert auf Racknitz’ Berechnungen und gilt aufgrund der Proportionen der tatsächlichen Apparatur als unmöglich.

### Funktionsweise
Die Maschine bestand aus einem lebensgroßen Modell eines menschlichen Kopfes und Oberkörpers mit schwarzem Bart und grauen Augen, welcher in osmanische Gewändern und einen Turban gekleidet war, laut dem Journalisten und Autor Tom Standage „die traditionelle Kleidung eines orientalischen Zauberers“. Der linke Arm hielt im Ruhezustand eine lange osmanische Tabakpfeife, während der rechte Arm auf einem großen Schrank lag, der etwa 1,10 Meter lang, 61 cm breit und 76 cm hoch war. Auf der Oberseite des Schranks befand sich ein Schachbrett mit einer Seitenlänge von 46 cm. Die Vorderseite des Schranks bestand aus drei Türen, einer Öffnung und einer Schublade, die geöffnet werden konnte, um ein Schachspiel aus rotem und weißem Elfenbein zu enthüllen.
Das Innere der Maschine war äußerst komplex gestaltet und sollte Beobachter täuschen. Beim Öffnen der linken Seite wurden Zahnräder und Uhrwerkmechanismen sichtbar. Dieser Bereich war so konstruiert, dass man durch die gesamte Maschine hindurchsehen konnte, wenn gleichzeitig auch die hinteren Türen geöffnet wurden. Die rechte Seite des Schranks enthielt keine Mechanik, sondern ein rotes Kissen, einige herausnehmbare Teile und Messingstrukturen. Auch dieser Bereich erlaubte freie Sicht durch die Maschine. Unter den Gewändern des osmanischen Modells befanden sich zwei weitere, versteckte Türen, die ebenfalls Uhrwerkmechanik zeigten und eine ähnliche Durchsicht ermöglichten. Das Design erlaubte es dem Vorführer, alle vorhandenen Türen öffentlich zu öffnen und so die Illusion aufrechtzuerhalten.
Weder das sichtbare Uhrwerk auf der linken Seite noch die Schublade mit dem Schachspiel reichten bis ganz an die Rückwand des Schranks, sie nahmen nur etwa ein Drittel der Tiefe ein. Zusätzlich war im Inneren ein verschiebbarer Sitz installiert, der es dem versteckten Operator ermöglichte, sich innerhalb des Schranks zu bewegen und so dem Blick des Publikums zu entgehen, während der Vorführer verschiedene Türen öffnete. Gleichzeitig bewegten sich Attrappen-Mechanismen an die Stelle des Sitzes, um die Anwesenheit des Operators weiter zu verbergen.
Das Schachbrett auf dem Schrank war dünn genug für eine magnetische Verbindung. Jede Schachfigur hatte einen kleinen, starken Magneten an ihrer Unterseite. Wenn sie auf das Brett gestellt wurden, zogen sie jeweils einen darunter befestigten Magneten an, der mit einer Schnur verbunden war. So konnte der Operator im Inneren erkennen, wenn Figuren bewegt wurden. Die Unterseite des Schachbretts war mit den Zahlen 1 bis 64 markiert, wodurch der Operator ebenfalls zuordnen konnte, von und zu welchem Feld die Figuren bewegt wurden. Die internen Magneten waren so positioniert, dass sie nicht durch äußere Magnetfelder beeinflusst wurden. Kempelen ließ deshalb oft demonstrativ einen großen Magneten neben dem Brett liegen, um zu zeigen, dass die Maschine davon unbeeinflusst war.
Als weitere Ablenkung diente eine kleine, sargähnliche Holzkiste, die der Vorführer auf den Schrank stellte. Während Johann Nepomuk Mälzel, ein späterer Besitzer der Maschine, diese Kiste nicht benutzte, blickte Kempelen während des Spiels häufig hinein, um den Eindruck zu erwecken, dass die Kiste eine Funktion habe. Einige Zuschauer maßen der Kiste sogar übernatürliche Kräfte zu – Karl Gottlieb von Windisch schrieb 1784 über eine Zuschauerin: „eine alte Dame aber, die vielleicht die ersten Eindrücke von guten und bösen Geistern durch ihre Arme erhalten hatte, schlug ein Kreuz, mit einem andächtigen Seufzer vor sich, und schlich an ein etwas entferntes Fenster, um dem bösen Feind, den sie unfehlbar bei oder in der Maschine vermutete, nicht so nahe zu sein“.
Im Inneren der Maschine befand sich außerdem ein Steckbrett-Schachfeld, das über eine pantographenartige Hebelmechanik mit dem linken Arm des Modells verbunden war. Ein metallener Zeiger auf dem Pantographen bewegte sich über das innere Schachbrett und übertrug diese Bewegung auf den Arm des Schachtürken über dem äußeren Brett. Die Mechanik erlaubte es, den Arm auf und ab zu bewegen, und ein Drehen des Hebels öffnete und schloss die Hand, sodass die Figuren gegriffen und bewegt werden konnten. Dem Operator war dies alles mithilfe einer einfachen Kerze sichtbar, für die ein Belüftungssystem im Inneren des Modells integriert war. Weitere Mechanismen sorgten dafür, dass beim Zug des Türken zur Verstärkung des Effekts ein Uhrwerk-Geräusch zu hören war und dass der Türke verschiedene Gesichtsausdrücke zeigen konnte. Nach dem Erwerb durch Mälzel wurde ein Sprachmodul hinzugefügt, das der Maschine erlaubte, während einer Partie „Échec!“ (französisch für „Schach!“) zu sagen.
Der Operator hatte zudem Hilfsmittel zur Kommunikation mit dem Vorführer außerhalb der Maschine. Zwei gegenüberliegende Messingscheiben mit Zahlen – eine innen, eine außen – konnten mithilfe eines Stabs auf bestimmte Nummern gedreht werden und dienten so als codiertes Kommunikationssystem zwischen beiden.

### Zeitgenössische Beschreibung
„Die Maschine stellet einen Mann von natürlicher Größe vor, der Türkisch gekleidet ist, und vor einem Tische sitzet, auf welchem ein Schachbrett stehet. Dieser Tisch, der beyläufig drey und einen halben Schuh lang, und zween und einen halben breit ist, stehet auf vier Füßen, die unten kleine Rollen haben, damit man ihn desto bequemer von einer Stelle zur andern führen kann, welches der Herr Erfinder auch von Zeit zu Zeit thut, um allen Verdacht, einer Gemeinschaft unter dem Tische, zu vermeiden. In einiger Entfernung von dieser Maschine befindet sich ein gewöhnlicher kleiner Tisch, auf welchem ein versperrtes Kästchen stehet, welches aber mit der Maschine nicht die geringste Gemeinschaft hat. Sowol der Tisch, als die Maschine selbst, sind voller Räder, Hebel und Springfedern.“

## Geschichte

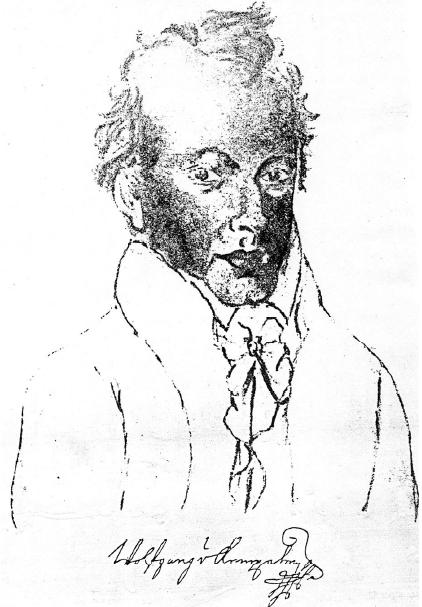
Ein signiertes Kohle-Selbstporträt von Kempelen, dem Konstrukteur des Schachtürken

### Von Kempelens Vorführungen
Wolfgang von Kempelen ließ die Figur gegen viele bekannte Schachspieler der damaligen Zeit spielen. Meistens gewann der „Schachtürke“. Er begann immer die Partie, hob den linken Arm, bewegte die Schachfigur und legte den Arm wieder auf ein Polster zurück. Bei jedem Zug des Gegners blickte er auf dem Brett umher. War der Zug falsch, schüttelte er den Kopf und korrigierte die Position der Figur. Bei  Gardez nickte er zweimal, bei Schach dreimal mit dem Kopf. Alle Bewegungen waren von einem Geräusch ähnlich dem eines ablaufenden Uhrwerks begleitet. Von Kempelen stand während des Spiels etwas abseits und blickte in einen kleinen Kasten, der auf einem Tisch stand. Er ließ unausgesprochen die Möglichkeit offen, dass eine Übermittlung durch einen Menschen an das Gerät erfolgte, lehnte es jedoch stets ab, einen Hinweis auf das zugrunde liegende Funktionsprinzip zu geben. Jedoch zeigte er jedem, der es sehen wollte, das Innere der Maschine und ihre Mechanik.
Die Schachmaschine erregte zur damaligen Zeit großes Aufsehen, da sie scheinbar der erste Automat war, der Schach spielen konnte. Über eine mögliche magnetische Übertragung der Zugbefehle wurde seitens der Betrachter ebenso gerätselt wie über die Möglichkeit, die Maschine könne eigenständig bzw. zumindest für einen Abschnitt von mehreren Zügen ohne jede menschliche Einwirkung die Berechnungen ausführen. Ihr Erfinder Kempelen konnte sich der vielen Besucher nur erwehren, indem er später verkündete, er habe die Maschine zerstört oder sie sei vorübergehend nicht funktionsbereit.
1781 führte Kempelen die Maschine in Wien Kaiser Joseph und dem Großfürsten Paul von Russland vor. 1783/84 unternahm er eine ausgedehnte Reise nach Paris, London und in verschiedene deutsche Städte, auf der er vor allem den Mechanischen Schachspieler, aber auch seine Sprechmaschine vorführte. In Paris verlor der „Türke“ eine Partie gegen François-André Danican Philidor, den damals weltbesten Spieler. Wie aus einem Artikel im Journal des Savants (September 1783) hervorgeht, versuchten mehrere Wissenschaftler der Académie française erfolglos, die Funktionsweise der Maschine zu ergründen. Von Kempelen starb im Jahr 1804.

### Im Besitz Johann Mälzels
1804 kam der Automat in den Besitz des in Regensburg geborenen und später in Wien als Bürger lebenden Mechanikers Johann Nepomuk Mälzel, der ihn Kempelens Sohn abkaufte und größere Reisen damit unternahm. Bernhard zu Sachsen-Weimar-Eisenach berichtete, dass er den Schachtürken zum ersten Mal 1812 in Mailand bei Eugène de Beauharnais gesehen habe. Er beschrieb auch den Besuch einer Vorstellung bei Mälzel in New York.
Mälzel gelangte 1819 nach London und reiste 1826 mit fast allen seinen Maschinen  in die Vereinigten Staaten. Aus dieser Phase ist eine Anzahl von Originalpartien erhalten. Diese wurden teilweise mit Vorgabe gespielt. Über die Maschine und die Zeit, in der sie Mälzel in den USA einsetzte, ist eine ausführliche Biografie in englischer Sprache vorhanden.
In London wies nach Kempelens Besuch Robert Willis mit Zeichnungen zuerst nach, dass in dem Automaten ein Mensch versteckt sein könne. Seine Entdeckung beschrieb er in dem Artikel „The attempt to analyse the automaton chess player“ im The Edinburgh Philosophical Journal. Aber erst 1838 teilte Thournay in der Revue mensuelle des echécs, Bd. 1, mit, dass wirklich Menschen darin versteckt waren. Wer diese Helfer Kempelens waren, ist nicht vollkommen geklärt. Es gibt Berichte, die behaupten, dass seine Tochter bis zu ihrer Erkrankung dafür eingesetzt wurde. Mälzel setzte den Deutschen Johann Baptist Allgaier, in Paris die Franzosen Boncourt und Jacques François Mouret, in London den Schotten William Lewis und später den Elsässer Wilhelm Schlumberger ein. Die oft zu lesende Behauptung, es habe sich bei den Spielern um Kleinwüchsige gehandelt, ist nachweislich falsch.
Der amerikanische Schriftsteller Edgar Allan Poe besuchte 1835 als junger Journalist eine Vorführung des Automaten in Virginia und formulierte anschließend 17 Argumente dafür, dass in ihm ein Mensch agiere. Sein Essay „Maelzel’s chess player“ wurde von vielen Zeitungen veröffentlicht.
Andere Quellen berichten, dass das Geheimnis erstmals gelüftet wurde, als bei einer Vorführung auf einem Jahrmarkt ein Zuschauer „Feuer, Feuer“ rief. Mälzel öffnete daraufhin den Kasten, um den Spieler herauszulassen. Ein anderer Bericht besagt, dass die Brüder Walker, die den Automaten auch nachbauten, beobachteten, wie nach einer Veranstaltung im Hinterhof Schlumberger aus dem Kasten kletterte und auf den Schultern Mälzels verschwitzt weggetragen wurde.

### Verbleib des Schachtürken
Nach Johann Nepomuk Mälzels Tod gelangte der Schachtürke über einen Zwischenhändler in den Besitz des schachbegeisterten Arztes John K. Mitchell. Dieser schenkte den Automaten nach einigen privaten Vorführungen im Jahr 1840 dem Peale’s Museum in Philadelphia. Nach vierzehn Jahren als Ausstellungsstück verbrannte der türkische Schachspieler am 5. Juli 1854 bei einem Feuer im Museum.

## Legenden um Friedrich den Großen und Napoleon
In Berlin soll der „Türke“ 1785 angeblich eine Partie gegen Friedrich den Großen gespielt und ihn besiegt haben. Friedrich soll Kempelen für die Aufdeckung des Geheimnisses eine große Geldsumme geboten haben und, nachdem dies geschehen war, außerordentlich enttäuscht gewesen sein. Seitdem soll der „Türke“ unbeachtet in einer Abstellkammer im Potsdamer Schloss gestanden haben, bis Napoleon 1806 dorthin gekommen sein soll und sich seiner erinnerte. Auch er soll angeblich gegen den Automaten gespielt und verloren haben. Diese Version der Geschichte beruht auf einem Artikel, der 1834 in der Zeitschrift Magazine pittoresque erschien und als Basis für weitere Artikel in Le Palamède 1836 und Fraser’s magazine 1839 diente, nach heutigem Stand der Forschung jedoch für unzutreffend gehalten wird. Eine andere Quelle soll belegen, dass Napoleon sehr wahrscheinlich erst 1809 (nach Kempelens Tod) auf Schloss Schönbrunn in Wien gegen den „Türken“ gespielt habe.

## Nachbauten und Fortleben im 19. Jahrhundert
Der erste echte Nachbau gelang während der Reisen Mälzels durch Amerika. Die Brüder Walker führten im Mai 1827, nachdem Mälzel nach Baltimore weitergezogen war, in New York ihren American Chess Player vor. Nachdem Mälzel davon erfahren hatte, reiste dieser kurz zurück nach New York, besuchte die Veranstaltung der Walkers und machte das Angebot, ihren Automaten für 1000 Dollar zu kaufen und den Brüdern einen Arbeitsvertrag zu geben. Die Brüder lehnten ab. Ihre Vorführungen waren jedoch auf längere Sicht erfolglos, obwohl nur der halbe Eintrittspreis verlangt wurde. Daher mussten sie die Veranstaltungen einstellen.

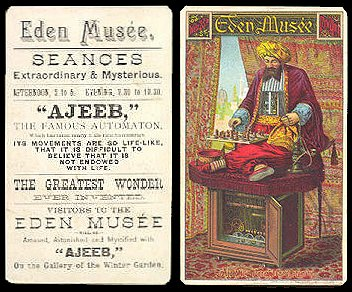
Werbeplakat für Ajeeb

Eine im Wesentlichen ähnliche Figur wurde zwischen 1865 und 1868 von Charles Hooper (1825–1900) aus Bristol gebaut und erhielt den Namen Ajeeb (von arabisch عجيب ˤaǧīb „erstaunlich“). Das als Schachautomat bezeichnete Gerät wurde in London zunächst im Polytechnicum und dann seit etwa Anfang 1869 im Kristallpalast gezeigt. 1885 gelangte das Gerät in die USA. Dort wurde es im New Yorker Eden Museum ausgestellt und war eine Publikumsattraktion. Zu den Bedienern bei Vorführungen zählten einige der besten Spieler des Landes wie Harry Nelson Pillsbury und Constant Ferdinand Burille. 1929 wurde es auf Coney Island durch einen Brand zerstört.
Der Fabrikant Charles Godfrey Gümpel baute 1878 den Mephisto. Dieser elektromagnetisch über Kabel ferngesteuerte Automat wurde unter anderem von Isidor Gunsberg und Jean Taubenhaus bedient.

## Rezeption im 20. und 21. Jahrhundert

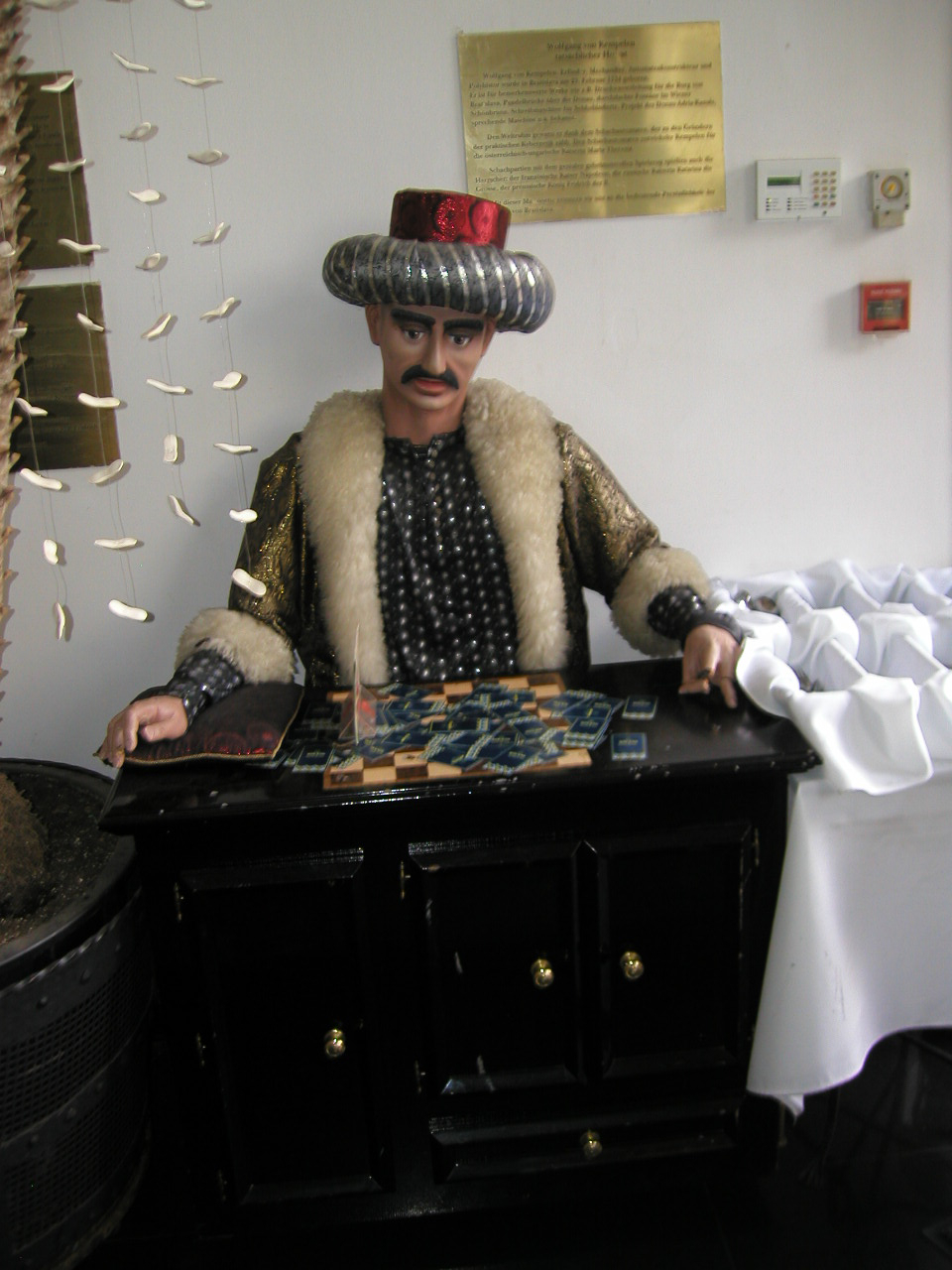
Nachbau des Schachtürken im Café Roland in Bratislava

Von Walter Benjamin wird der Schachtürke in seinem Text Über den Begriff der Geschichte als Allegorie auf das Verhältnis von Marxismus und Theologie genommen:

„Gewinnen soll immer die Puppe, die man ‚historischen Materialismus‘ nennt. Sie kann es ohne weiteres mit jedem aufnehmen, wenn sie die Theologie in ihren Dienst nimmt, die heute bekanntlich klein und hässlich ist und sich ohnehin nicht darf blicken lassen.“

Mehr als zwei Jahrhunderte nach dem Bau des Türken gehören Schachcomputer beziehungsweise Schachprogramme mit „übermenschlicher“ Spielstärke zur Realität. Das Interesse an der Geschichte des Schachtürken stieg mit dem Aufkommen der modernen Computertechnik erneut an. So ist eine moderne Rekonstruktion des Schachtürken heute Teil einer Dauerausstellung im Heinz Nixdorf MuseumsForum in Paderborn. Im Technischen Museum in Wien konnten Besucher eine Zeit lang gegen eine holografische Version des Schachtürken antreten. In das Programm Fritz wurde seit Version 9 ein Schachbrett mit animierter 3D-Darstellung des Schachtürken integriert.
Das seit 2006 bestehende Unternehmen Amazon Web Services bietet als zusätzliche Funktion Amazon Mechanical Turk (nach der englischen Bezeichnung des Schachtürken) an.
Das Heinz Nixdorf MuseumsForum und der Schachverein SK Blauer Springer Paderborn richten seit 2004 den Schachtürken-Cup als internationales Schachturnier aus.